# Потапово (Гагарінський район)
Пота́пово — присілок в Смоленській області Росії, у Гагарінському районі. Розташовано в північно-східній частині області за 15 км на північний захід від Гагаріна за 6 км північніше автодороги М1 Білорусь. За 3 км на північ від села залізнична станція Васілісіно на лінії Москва-Мінськ. Населення — 294 жителя (2007) рік. Адміністративний центр Потапівського сільського поселення.
Тут народилася відома радянська і російська актриса Надія Румянцева.

## Історія
Відомо як мінімум з 1750 року, коли полковник Олексій Андрійович Плохова заснував родову садибу і назвав її Потапово. Нині від старої садиби збереглася кам'яна Церква Миколи, 1750 р., парк зі ставками. Дерев'яний садибний будинок з флігелями не зберігся.

## Особистості
- Румянцева Надія Василівна (1930–2008) — актриса театру і кіно, народна артистка РРФСР, народилася в Потапово 9 вересня 1930 року.
- Кожевников Сергій Григорович — Герой Соціалістичної Праці, кавалер двох орденів Леніна, ордена Жовтневої революції, Трудового Червоного Прапора, почесне звання «Заслужений працівник сільського господарства»
- Павло Сергійович Кожевников — директор закритого акціонерного товариства «Рассвет»; Нагороджений знаком «Заслужений працівник сільського господарства Російської Федерації»

## Цікаві
- Пам'ятник архітектури Церква Миколи, 1750 р., побудована в стилі бароко.